# Sabine Hyland
Sabine Hyland (Cumberland, Maryland; 26 de agosto de 1964) es una antropóloga y etnohistoriadora estadounidense. Es profesora de la Cristianidad del Mundo en la University of St Andrews. Es conocida por su estudio de los quipus en los Andes centrales. Descifró una parte fonética de un quipu, la primera traducción desde 1920. Ha escrito mucho sobre la interacción entre los misioneros españoles y los Incas en Perú colonial. También es una experta en la historia Chanca.
Las investigaciones de Hyland han sido publicadas en medios de comunicación tales como el Servicio Mundial de la BBC, National Geographic, Scientific American y Slate. En el 2011, National Geographic grabó un documental sobre su investigación en la serie Ancient X-Files.

## Vida y carrera

### Primeros años y educación
Sabine Hyland nació en Maryland en 1964. Creció en Dryden, Nueva York, cerca de la Universidad Cornell donde su padre, Joseph Kearns Campbell, era profesor de ingeniería agrónoma y biológica. Su madre, Sigrid, es una inmigrante alemana. Hyland pasó parte de su juventud en el extranjero cuando su padre estaba trabajando en el Instituto Internacional de Investigación del Arroz en l Filipinas y el Centro Internacional de la Papa en Perú. El año que pasó viviendo en Lima cuando era adolescente desató su interés en el estudio de Perú.
Hyland recibió su primer título en antropología de la Universidad de Cornell en 1986. Se graduó cum laude con distinción y Phi Beta Kappa. En Cornell también estudió lenguas quechuas. Obtuvo su doctorado de la Universidad de Yale en 1994, donde tenía como supervisor a Richard Burger. Estudió también con Mike Coe y John Middleton. Su tesis doctoral se basaba en el jesuita Blas Valera, y luego fue publicada como The Jesuit and the Incas: The Extraordinary Life of Padre Blas Valera, S.J. (2003).
Hyland se casó con otro académico, William Hyland, en 1989. Tienen dos hijas llamadas Margaret y Eleanor.

### Carrera
Después de trabajar en Yale como profesora asistente, Hyland trabajó en la Basílica de la Inmaculada Concepción en Kansas y en el Columbus State University en Georgia. Enseñó historia de los misioneros y antropología en América Latina. En 1999, se hizo profesora asistente de antropología en la Universidad de San Norbert, en De Pere, Wisconsin, donde luego se hizo profesora asociada. Se unió a la Asociación Americana de Antropología y la Sociedad Americana de Etnohistoria. Cuando trabajaba en San Norbert, publicó mucho sobre la etnohistoria y la religión peruana.
Durante este tiempo, Hyland desarrolló su interés por estudiar los quipus. En 2011, Rebeca Arcayo Aguado, una maestra en Mangas, contactó con ella a causa de una tabla quipu que se encontraba en la iglesia del barrio. Cada cuerda en esta tabla está relacionada con un nombre en español. Es un ejemplo de un texto híbrido quipu-alfabético. Financiada por National Geographic, Hyland viajó a Mangas para estudiar la tabla quipu. Su investigación sobre las tablas, un quipu guardado por Max Uhle en 1895, y otros quipus que sobreviven en comunidades andinas la llevó a sostener que la dirección de la capa de cuerdas y el color de la fibra son maneras importantes de comunicar el significado en los quipus.
Aparte de los quipus, Hyland también estudió la historia Chanca con el arqueólogo Brian S. Bauer. En 2004, el jefe de la Gente Chanca, Miguel Suárez Contreras, le otorgó el honor de ser miembro honorario de la Gente Chanca. Publicó una edición del Manuscrito de Quito, un texto sobre la historia de los Incas preservado por Fernando de Montesinos. Fue publicado en inglés en 2007 y en español en 2008. También publicó una edición de la obra de Blas Valera llamada Gods of the Andes: An Early Jesuit Account of Inca Religion and Andean Christianity (2011).
En 2012, Hyland se hizo conferenciante en antropología social en la Universidad de San Andrews. Fue promovida a profesora en 2018. Durante cinco años, ella sirvió como directora del Centro para los Estudios Aborígenes de los Américas. Su investigación sobre unos quipus epistolares que fueron usados en los andes en rebeliones contra el gobierno español en el siglo XVIII la llevó a sostener que estas “cartas” quipu contuvieron representaciones fonéticas de los ayllus que fueron enviados y recibidos. Esta información fue codificada por color, por su fibra y por la dirección de la capa. Esta fue la primera vez que alguien posiblemente decodificó parte de un quipu desde que Leslie Leland Locke decodificó su sistema numérico en 1923.
National Geographic y Discovery Channel han hecho documentales sobre sus investigaciones de los quipus. Es consultora para la televisión y apareció en la serie Humanidad: La historia de todos nosotros en el canal Historia. En 2018 el Servicio Mundial de la BBC entrevistó a Hyland. Ha ganado varias becas de institutiones tales como el Leverhulme Trust y el Fondo Nacional para las Humanidades. En 2019, se hizo becaria de la John Simon Guggenheim Memorial Foundation para su proyecto “Hidden Texts of the Andes: Deciphering the Cord Writing of Peru”. El trabajo de Hyland y de otros académicos tal como Gary Urton para decodificar los quipus ha sido descrito como una búsqueda de la “Piedra de Rosetta” de los Incas. Ella quiere explorar cómo la gente andina creó un sistema de escribir con tejidos en tres dimensiones.

## Obra seleccionada
- 2003: The Jesuit and the Incas: The Extraordinary Life of Padre Blas Valera, S.J.[23]
- 2007: The Quito Manuscript: An Inca History Preserved by Fernando de Montesinos[24]
- 2008: El manuscrito de Quito: Una historia de los Incas preservada por Fernando de Montesinos[25]
- 2011: Gods of the Andes: An Early Jesuit Account of Inca Religion and Andean Christianity[26]
- 2016: The Chankas and the Priest: A Tale of Murder and Exile in Highland Peru[27]